# Lethocerus patruelis
Lethocerus patruelis (Stål, 1854) è un insetto della famiglia Belostomatidae.

## Descrizione
Gli esemplari di questa specie hanno grandi dimensioni, con colori che variano dal marrone al verde per facilitare la mimetizzazione nell'ambiente. La forma del corpo può essere ellittica o oblunga, schiacciata in senso dorsoventrale. Alcuni esemplari raggiungono una lunghezza di 8 centimetri, a fronte di altre specie dello stesso genere che raggiungono i 12 centimetri. Le femmine adulte sono lunghe tipicamente 7-8 cm, mentre i maschi adulti 6-7 cm. Come altri rappresentanti del sottordine Cryptocerata, le loro antenne sono corte e invisibili. Il primo paio di zampe è adattato per catturare e trattenere le prede. Le elitre sono grandi e coprono la quasi totalità dell'addome dell'artropodo. Oltre le elitre, presentano un altro paio di ali, che permette loro di volare e migrare da una superficie acquatica all'altra quando le condizioni diventano insoddisfacenti. Alla fine dell'addome, hanno due spiracoli tubulari che servono per assorbire ossigeno dalla superficie quando l'animale è completamente immerso in attesa di predare.

## Distribuzione
La specie è nativa in un grande territorio che spazia dall'Europa sudorientale e il sud della penisola balcanica, passando per il sud-ovest asiatico, fino a Pakistan, India e Myanmar. A causa del cambiamento climatico, è stata notata una progressione della specie in direzione settentrionale nel territorio della penisola balcanica. È il rincota e l'insetto acquatico più grande in Europa.

## Biologia
Così come per gli altri rincoti, il ciclo vitale dei L. è incompleto, cioè emimetabolico. Dalle uova si schiudono giovani ninfe che sono morfologicamente simili agli adulti e non cambiano la propria forma durante la crescita, ma crescono solo in misura proporzionale. Sia le larve sia gli adulti sono predatori obbligati e si nutrono di altri artropodi acquatici, di girini e di piccoli pesci.  L. patruelis è un cacciatore da agguato, che usa gli steli delle piante acquatiche come supporto; quando cattura la preda, vi inietta la propria saliva, ricca di enzimi digestivi, per poi succhiare con il rostro il tessuto dissolto.